# 大分県道208号鶴崎大南線
大分県道208号鶴崎大南線（おおいたけんどう208ごう つるさきだいなんせん）は、大分県大分市を通る一般県道である。

## 概要
大分県大分市南鶴崎1丁目から大分市大字下判田に至る。
起点から金の手交差点までは「森町バイパス」と呼ばれており、交通量が多く、朝夕には渋滞する。毛井交差点では国道197号の大分南バイパスと接続する。なお、毛井三差路交差点から約1.1 kmは片側2車線となっている。

### 路線データ
- 起点：大分県大分市南鶴崎1丁目（鶴崎駅入口交差点、国道197号交点、大分県道513号鶴崎停車場線終点）
- 終点：大分県大分市大字下判田（白滝橋北交差点、国道10号、大分県道631号中判田犬飼線起点）
- 総延長：約9.9 km

## 路線状況

### バイパス
- 森町バイパス

### 道路施設

#### 橋梁
- 別保橋（乙津川、大分市）
- 八地蔵橋（判田川、大分市）

## 地理

### 通過する自治体
- 大分市

### 交差する道路
| 交差する道路                                       | 交差する場所 | 交差する場所            |
| -------------------------------------------------- | ------------ | ----------------------- |
| 国道197号 国道217号 重複 大分県道513号鶴崎停車場線 | 南鶴崎1丁目  | 鶴崎駅入口交差点 / 起点 |
| 大分県道21号大分臼杵線                             | 大字森       | 金の手交差点            |
| 国道197号 / 大分南バイパス                         | 大字毛井     | 毛井交差点              |
| 国道10号 国道57号 重複 大分県道631号中判田犬飼線   | 大字下判田   | 白滝橋北交差点 / 終点   |

### 沿線
- JR九州日豊本線 鶴崎駅
- 大分市立鶴崎中学校
- 大分東自動車学校
- 大分市立別保小学校
- 大分東郵便局
- 大分市立大東中学校
- 大分市立松岡小学校
- 大野川ゴルフコース